# أراس

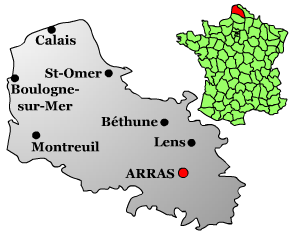
موقع أراس

الرَّاص أو أراس  (بالهولندية: Atrecht) مدينة فرنسية، وعاصمة لإقليم باد كاليه في شمال فرنسا. تاريخيًا، كانت تقع في منطقة "أرتوا"، ويتحدث سكانها اللهجة البيكاردية. وعلى العكس من اللغة الفرنسية، ينطق فيها حرف " S "، في حالة وقوعه في نهاية الكلمة. كانت المدينة مسرحًا للعديد من العمليات العسكرية أثناء الحرب العالمية الأولى.

## المناخ
يظهر الجدول التالي التغييرات المناخية على مدار السنة لأراس:
| البيانات المناخية لـأراس          | البيانات المناخية لـأراس | البيانات المناخية لـأراس | البيانات المناخية لـأراس | البيانات المناخية لـأراس | البيانات المناخية لـأراس | البيانات المناخية لـأراس | البيانات المناخية لـأراس | البيانات المناخية لـأراس | البيانات المناخية لـأراس | البيانات المناخية لـأراس | البيانات المناخية لـأراس | البيانات المناخية لـأراس | البيانات المناخية لـأراس |
| الشهر                             | يناير                    | فبراير                   | مارس                     | أبريل                    | مايو                     | يونيو                    | يوليو                    | أغسطس                    | سبتمبر                   | أكتوبر                   | نوفمبر                   | ديسمبر                   | المعدل السنوي            |
| --------------------------------- | ------------------------ | ------------------------ | ------------------------ | ------------------------ | ------------------------ | ------------------------ | ------------------------ | ------------------------ | ------------------------ | ------------------------ | ------------------------ | ------------------------ | ------------------------ |
| الدرجة القصوى °م (°ف)             | 15.2 (59.4)              | 18.9 (66.0)              | 22.7 (72.9)              | 27.9 (82.2)              | 31.7 (89.1)              | 34.8 (94.6)              | 36.1 (97.0)              | 36.6 (97.9)              | 33.8 (92.8)              | 27.8 (82.0)              | 20.1 (68.2)              | 15.9 (60.6)              | 36.6 (97.9)              |
| متوسط درجة الحرارة الكبرى °م (°ف) | 6 (43)                   | 6.9 (44.4)               | 10.6 (51.1)              | 14.1 (57.4)              | 17.9 (64.2)              | 20.6 (69.1)              | 23.3 (73.9)              | 23.3 (73.9)              | 19.7 (67.5)              | 15.2 (59.4)              | 9.8 (49.6)               | 6.4 (43.5)               | 23.3 (73.9)              |
| متوسط درجة الحرارة الصغرى °م (°ف) | 1.2 (34.2)               | 1.3 (34.3)               | 3.6 (38.5)               | 5.4 (41.7)               | 8.9 (48.0)               | 11.7 (53.1)              | 13.8 (56.8)              | 13.6 (56.5)              | 11.2 (52.2)              | 8.1 (46.6)               | 4.4 (39.9)               | 1.9 (35.4)               | 1.2 (34.2)               |
| أدنى درجة حرارة °م (°ف)           | −19.5 (−3.1)             | −17.8 (0.0)              | −10.5 (13.1)             | −4.7 (23.5)              | −2.3 (27.9)              | 0 (32)                   | 3.4 (38.1)               | 3.9 (39.0)               | 1.2 (34.2)               | −4.4 (24.1)              | −7.8 (18.0)              | −17.3 (0.9)              | −19.5 (−3.1)             |
| الهطول مم (إنش)                   | 60.5 (2.38)              | 47.4 (1.87)              | 58.3 (2.30)              | 50.7 (2.00)              | 64 (2.5)                 | 64.6 (2.54)              | 68.5 (2.70)              | 62.8 (2.47)              | 61.6 (2.43)              | 66.2 (2.61)              | 70.1 (2.76)              | 67.8 (2.67)              | 742.5 (29.23)            |
| ساعات سطوع الشمس الشهرية          | 65.5                     | 70.7                     | 121.1                    | 172.2                    | 193.9                    | 206                      | 211.3                    | 199.5                    | 151.9                    | 114.4                    | 61.4                     | 49.6                     | 1٬617٫6                  |
| المصدر: Météo-France              |                          |                          |                          |                          |                          |                          |                          |                          |                          |                          |                          |                          |                          |

## معرض صور

## توأمة
لأراس اتفاقيات توأمة مع كل من:
- كيمنتس (1967 - )
- هيرتن (1984 - )
- إبسوتش (1992 - )
- اودانارد منذ (1990 - )
- ديفا

## أعلام
- جان كافاييس
- روبرت الثاني كونت فلاندر
- تشارلز بيرك
- بيتر جونستون
- بينوت أسو إكوتو
- ماكسميليان روبسبيار